# Cervaro (fleuve)
Pour la commune de la province de Frosinone, voir Cervaro.
Le Cervaro est un fleuve côtier d'Italie. Il naît près de Monteleone, passe à Bovino et a son embouchure dans le golfe de Manfredonia dans la mer Adriatique.

## Géographie
De 105 kilomètres de longueur.[réf. nécessaire].

## Hydrologie
Son module de 3 m3/s[réf. nécessaire]